# Championnat de Cuba de football 2006
Navigation
Saison précédente Saison suivante
La saison 2006 du Championnat de Cuba de football est la quatre-vingt-douzième édition du Campeonato Nacional de Fútbol, le championnat de première division à Cuba. Il met aux prises les équipes représentant les provinces de l'île. Il n'y a donc ni promotion, ni relégation en fin de saison.
La compétition comporte deux phases : 
- Les quinze équipes sont réparties en trois groupes de cinq, par zones géographiques. Chacune dispute deux matchs contre les autres membres de son groupe. Les trois premiers de chaque groupe (et le meilleur quatrième) poursuivent la compétition.
- Lors de la seconde phase, les dix qualifiés sont regroupés au sein d'une poule unique. Ils se rencontrent deux fois, à domicile et à l'extérieur. Le club en tête du classement à l’issue des rencontres est sacré champion.

C'est le FC Pinar del Río qui remporte la compétition cette saison après avoir terminé en tête du classement final, avec trois points d’avance sur le FC Villa Clara et six sur le FC Cienfuegos. Il s'agit du septième titre de champion de Cuba de l'histoire du club. Le tenant du titre, le FC Holguín, ne parvient même pas à se qualifier pour la seconde phase.

## Les clubs participants
- FC Villa Clara
- FC Cienfuegos
- FC Ciudad de La Habana
- FC Pinar del Río
- CF Camagüey
- FC La Habana
- FC Matanzas
- FC Isla de la Juventud
- FC Ciego de Ávila
- FC Sancti Spíritus
- CF Granma
- FC Guantánamo
- FC Holguín
- FC Santiago de Cuba
- FC Las Tunas

## Compétition
Le barème de points servant à établir les différents classements se décompose ainsi :
- Victoire : 3 points
- Match nul : 1 point
- Défaite : 0 point

### Première phase
| Rang | Équipe                 | Pts | J | G | N | P | Bp | Bc | Diff |
| ---- | ---------------------- | --- | - | - | - | - | -- | -- | ---- |
| 1    | FC Pinar del Río       | 16  | 8 | 5 | 1 | 2 | 14 | 7  | +7   |
| 2    | FC Ciudad de La Habana | 16  | 8 | 5 | 1 | 2 | 13 | 6  | +7   |
| 3    | FC La Habana           | 12  | 8 | 4 | 0 | 4 | 10 | 8  | +2   |
| 4    | FC Matanzas            | 12  | 8 | 4 | 0 | 4 | 14 | 13 | +1   |
| 5    | FC Isla de la Juventud | 3   | 8 | 1 | 0 | 7 | 5  | 22 | -17  |

| Rang | Équipe             | Pts | J | G | N | P | Bp | Bc | Diff |
| ---- | ------------------ | --- | - | - | - | - | -- | -- | ---- |
| 1    | FC Villa Clara     | 19  | 8 | 6 | 1 | 1 | 12 | 5  | +7   |
| 2    | CF Camagüey        | 15  | 8 | 5 | 0 | 3 | 9  | 12 | -3   |
| 3    | FC Cienfuegos      | 14  | 8 | 4 | 2 | 2 | 9  | 5  | +4   |
| 4    | FC Sancti Spíritus | 5   | 8 | 1 | 2 | 5 | 7  | 10 | -3   |
| 5    | FC Ciego de Ávila  | 4   | 8 | 1 | 1 | 6 | 5  | 10 | -5   |

| Rang | Équipe              | Pts | J | G | N | P | Bp | Bc | Diff |
| ---- | ------------------- | --- | - | - | - | - | -- | -- | ---- |
| 1    | FC Las Tunas        | 13  | 8 | 4 | 1 | 3 | 4  | 8  | -4   |
| 2    | FC Guantánamo       | 12  | 8 | 4 | 0 | 4 | 15 | 9  | +6   |
| 3    | CF Granma           | 12  | 8 | 4 | 0 | 4 | 13 | 11 | +2   |
| 4    | FC Santiago de Cuba | 11  | 8 | 3 | 2 | 3 | 10 | 11 | -1   |
| 5    | FC HolguínT         | 10  | 8 | 3 | 1 | 4 | 11 | 14 | -3   |

|  | Qualification pour la seconde phase |
|  | T : Tenant du titre                 |

### Seconde phase
| Rang | Équipe                 | Pts | J  | G  | N | P  | Bp | Bc | Diff |
| ---- | ---------------------- | --- | -- | -- | - | -- | -- | -- | ---- |
| 1    | FC Pinar del Río       | 38  | 18 | 11 | 5 | 2  | 26 | 7  | +19  |
| 2    | FC Villa Clara         | 35  | 18 | 10 | 5 | 3  | 27 | 10 | +17  |
| 3    | FC Cienfuegos          | 32  | 18 | 9  | 5 | 4  | 25 | 15 | +10  |
| 4    | FC Guantánamo          | 25  | 18 | 6  | 7 | 5  | 19 | 21 | -2   |
| 5    | FC Matanzas            | 24  | 18 | 7  | 3 | 8  | 16 | 18 | -2   |
| 6    | FC Ciudad de La Habana | 23  | 18 | 6  | 5 | 7  | 16 | 19 | -3   |
| 7    | FC La Habana           | 22  | 18 | 5  | 7 | 6  | 15 | 22 | -7   |
| 8    | CF Camagüey            | 17  | 18 | 3  | 8 | 7  | 19 | 24 | -5   |
| 9    | FC Las Tunas           | 16  | 18 | 4  | 4 | 10 | 10 | 25 | -15  |
| 10   | CF Granma              | 12  | 18 | 3  | 3 | 12 | 12 | 24 | -12  |

|  | Qualification pour la CFU Club Championship 2007 |

## Bilan de la saison
| Championnat de Cuba de football 2006 |                             |
| Champion                             | FC Pinar del Río (7e titre) |
| Qualifications continentales         |                             |
| CFU Club Championship 2007           | FC Pinar del Río            |
| Promotions et relégations            |                             |
| Promus en Campeonato Nacional        | Aucun                       |
| Relégués                             | Aucun                       |